# تشنغدو جيه-7

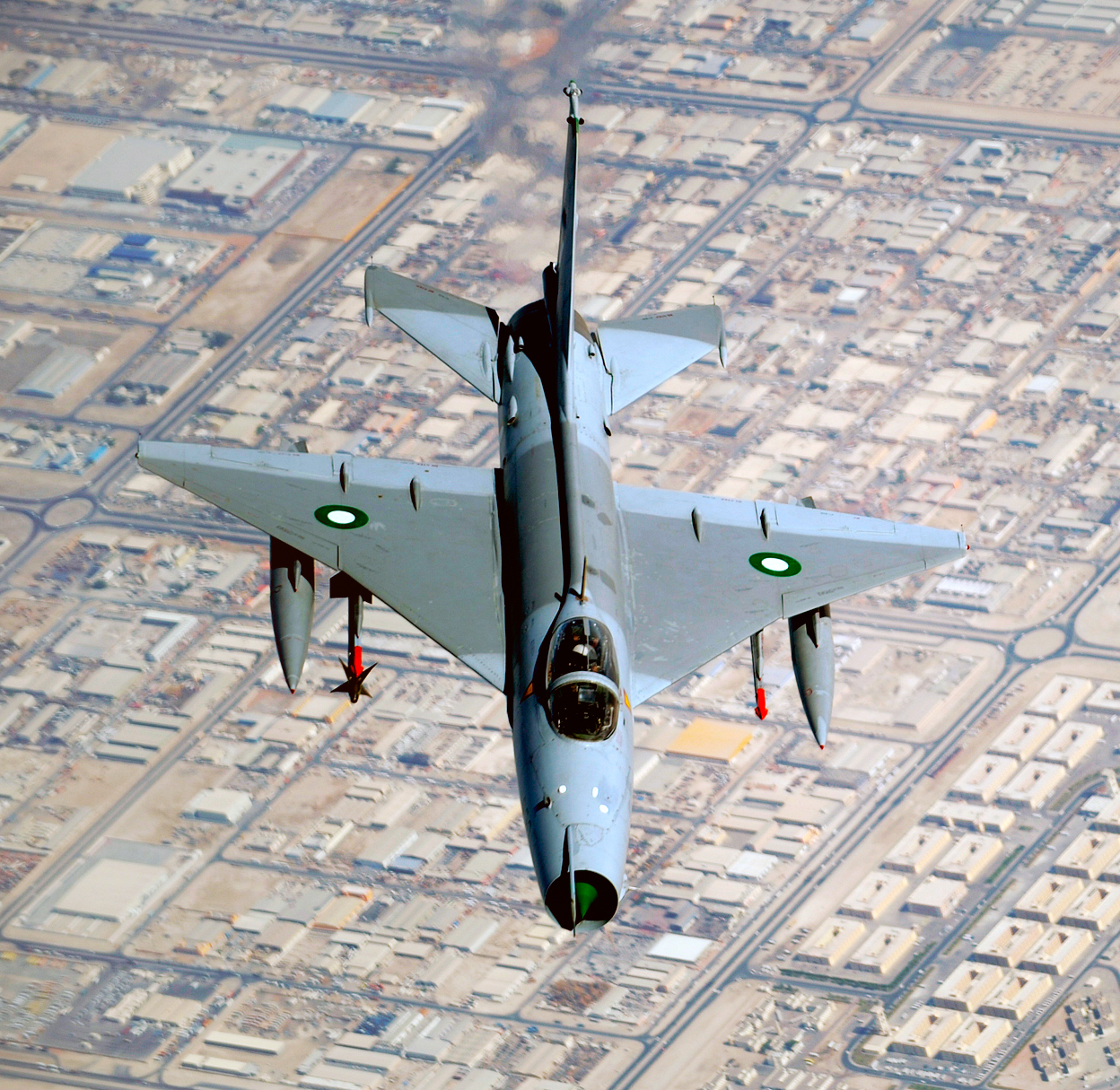
المقاتلة جا-7 الصينية بمعرض عسكري في بكين

تشنغدو جيه-7 هي النسخة الصينية من المقاتلة السوفيتية ميج-21. ومع أنها تعد من مقاتلات الجيل الثالث وإنتاجها توقف عام 2006، إلا انها لا تزال تخدم في العديد من القوات الجوية.
شاركت المقاتلة في عدد من الحروب ومعارك التاميل بسريلانكا، وكذلك في المناوشات المصرية الليبية.

## المستخدمون

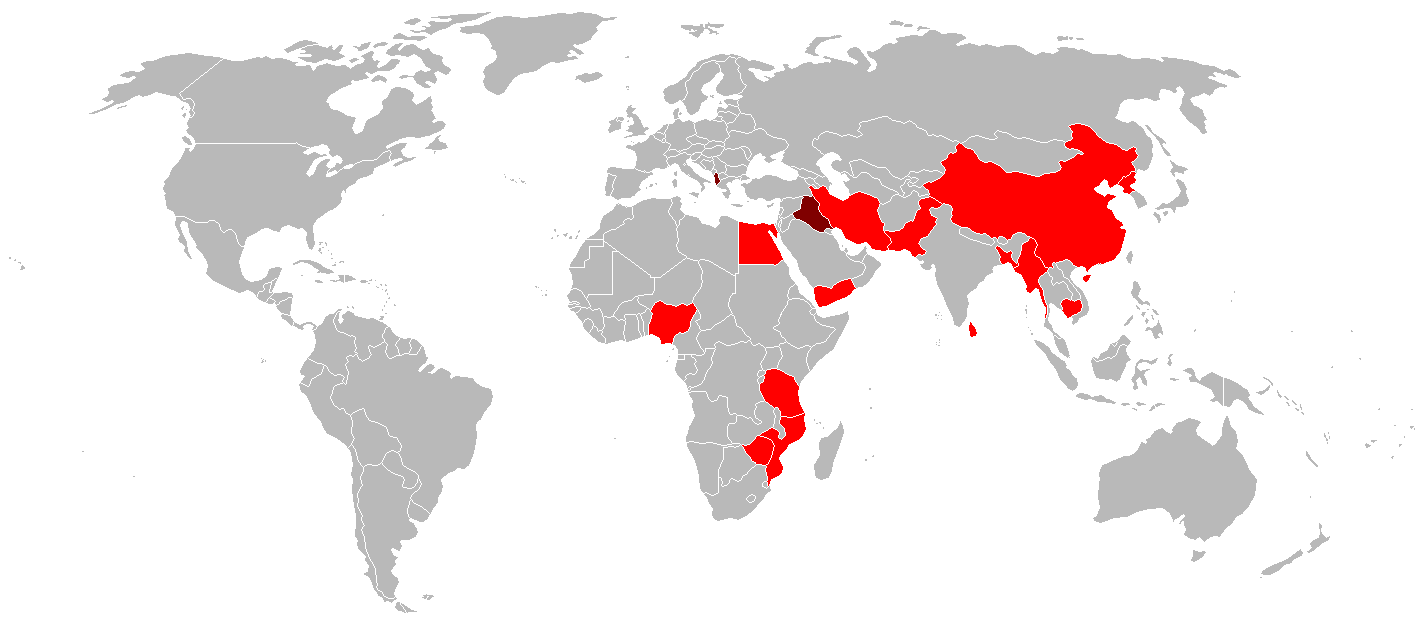
المستخدمين الحاليين للطائرة بالأحمر الفاتح والمستخدمين السابقين بالأحمر الغامق

- ألبانيا
- بنغلاديش
- كمبوديا
- الصين
- مصر
- إيران
- العراق
- موزمبيق
- ميانمار
- ناميبيا
- نيجيريا
- كوريا الشمالية
- سريلانكا
- السودان
- تنزانيا
- اليمن
- زيمبابوي